# Tatiana Lébedeva

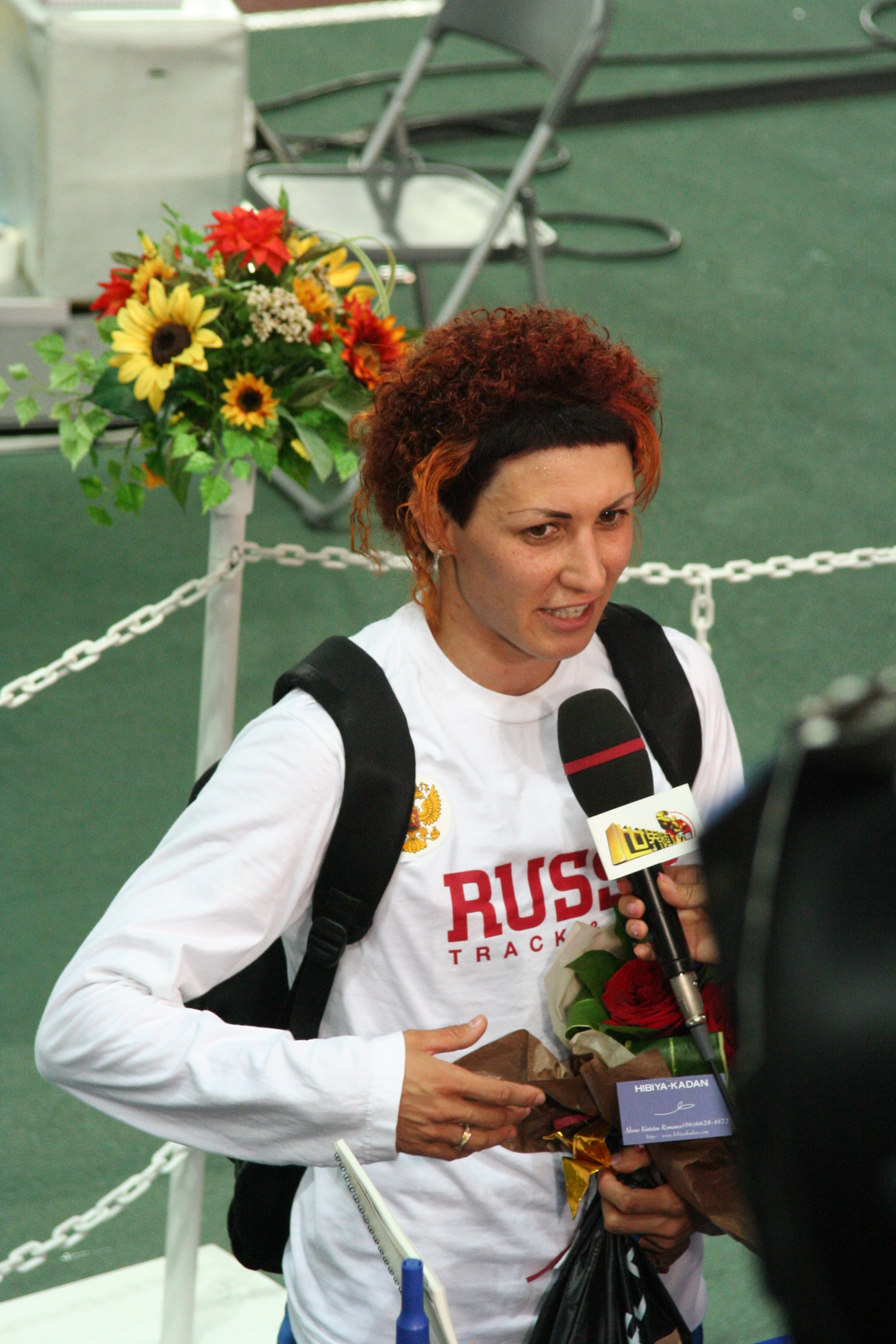
Tatiana Lébedeva, durante los campeonatos del mundo de atletismo de 2007 de Osaka, donde se impuso en el salto de longitud y ganó la medalla de plata en el triple salto.

Tatiana Lébedeva (en ruso: Татьяна Романовна Лебедева; Sterlitamak, Rusia, 21 de julio de 1976) es una atleta rusa retirada especialista en pruebas de salto de longitud y triple salto.
Ha sido dos veces campeona del mundo de triple salto al aire libre (Edmonton 2001 y París 2003) y otras dos en pista cubierta (Budapest 2004 y Moscú 2006). Además en Budapest 2004 hizo el doblete ganando también en salto de longitud.
Su mayor éxito lo consiguió en los Juegos Olímpicos de Atenas 2004, cuando logró la medalla de oro en salto de longitud y el bronce en triple salto.
Mide 1,73 y pesa 63 kg. Es una de las mejores saltadoras del mundo.

## Resultados
- Mundiales junior de Lisboa 1994 - 3ª en triple (13,62)
- Europeos de Budapest 1998" - 5ª en triple
- Mundiales de Sevilla 1999 - 4.ª en triple (14,55)
- Juegos Olímpicos de Sídney 2000 - 2.ª en triple (15,00)
- Mundiales indoor de Lisboa 2001 - 2.ª en triple (14,85)
- Mundiales de Edmonton 2001 - 1.ª en triple (15,25)
- Mundiales indoor de Birmingham 2003 - Elim. en triple (14,09)
- Mundiales de París 2003 - 1.ª en triple (15,18)
- Mundiales indoor de Budapest 2004 - 1.ª en longitud (6,98), 1.ª en triple (15,36)
- Juegos Olímpicos de Atenas 2004 - 1.ª en longitud (7,07), 3.ª en triple (15,14)
- Mundiales Helsinki de 2005 - Elim. en triple (14,15)
- Mundiales indoor de Moscú 2006 - 1.ª en triple (14,95)
- Europeos de Gotemburgo 2006 - 1.ª en triple (15,15)
- Mundial de Osaka 2007 - 1.ª en longitud (7,03), 2.ª en triple (15,07)
- JJ. OO. Pekín 2008. 2.ª triple salto (15,32) --- 2.ª salto de longitud (7,03)

## Mejores marcas
- Salto de longitud - 7,33 (Tula, 2004)
- Triple salto - 15,34 (Iráklio, 2004)